# .koeln
.koeln (nicht .köln) und .cologne sind neue Neue Top-Level-Domains für Internetadressen (Domains) für Unternehmen, Organisationen und Privatpersonen mit Bezug zur Stadt Köln.
Die Verwaltung der beiden Domains .koeln und .cologne erfolgte anfänglich durch die NetCologne Gesellschaft für Telekommunikation mbH und wurde im Januar 2018 von der dotKoeln GmbH übernommen.

## Hintergrund
Im November 2012 hat sich die NetCologne Gesellschaft für Telekommunikation mbH um die Vergabe der Betriebsgenehmigung für die stadtspezifischen Top-Level-Domains .koeln und .cologne bei der Stadt Köln beworben und die Legitimation der Stadt erhalten, sich bei der Internet Corporation for Assigned Names and Numbers (ICANN) um diese beiden Top-Level-Domains zu bewerben.
Die TLDs .koeln und .cologne sind seit dem 5. September 2014 allgemein verfügbar.

## Sonstiges
Zur Bewerbung der TLDs .koeln und .cologne wurde vom Verein Köln plus Partner e. V. am 13. März 2013 die Kampagne „.koeln hier bin ich“ gestartet, mit dem Ziel, auf die neuen Domainendungen aufmerksam zu machen.
Als eine der ersten Privatpersonen erhielt der Kölner Fußballer Lukas Podolski seine eigene .koeln-Domain. Am 17. Juli 2014, nach der Fußballweltmeisterschaft, bekam er die Domain www.lukas-podolski.koeln im Rahmen einer Ehrung auf dem Kölner Rathausbalkon von Oberbürgermeister Jürgen Roters überreicht.